# Mihály Zichy
Mihály Zichy est un peintre et dessinateur hongrois né le 15 octobre 1827 à Zala (dans le comitat de Somogy) et mort le 28 février 1906 à Saint-Pétersbourg.

## Biographie
Mihály Zichy est un membre de la famille Zichy, une importante famille comtale hongroise remontant au XIIIe siècle. Il est issu d'une branche appauvrie de cette prestigieuse famille. Son père est Ferenc Zichy, qui fut un camarade de classe et un bon ami de Ferenc Deák.
Mihály Zichy est un représentant important de la peinture romantique hongroise. Pendant ses études de droit à Pest, il fréquente en 1842 l'école de Jakab Marastoni (hu). À Vienne, il est l'élève de Waldmüller en 1844. Sur recommandation de Waldmüller, il devient professeur d'art à Saint-Pétersbourg. Il jure allégeance à la liberté en peignant le portrait de Lajos Batthyány, le premier Premier ministre hongrois, en 1849. À partir de 1850, il travaille comme retoucheur, mais on lui doit également des dessins au crayon, des aquarelles et des portraits à l'huile. La série sur la chasse à Gatchina commandée par le tsar de Russie fait de lui un artiste de cour. Il fonde une société pour les artistes peintres dans le besoin. Il peint en 1868 son Autodafé, sur les horreurs de l'Inquisition espagnole. Il effectue un voyage à travers l'Europe en 1871, et s'installe à Paris en 1874.
Il peint La Reine Élisabeth déposant des fleurs devant le cercueil de Ferenc Deák. Il commence sa prochaine grande toile, Beuverie d'Henri III, en 1875. La victoire du Génie de la destruction, peinte pour l'Exposition universelle de 1878 à Paris, est interdite par les autorités françaises en raison de son message antimilitariste audacieux. Il quitte Paris en 1881 et retourne à Saint-Pétersbourg, après un court séjour à Nice, à Vienne et dans son village natal, Zala. À partir de cette époque, il est engagé dans des illustrations (La Tragédie de l'Homme de Madách, 1887, et 24 ballades de János Arany, 1894-1898).
Une part de son œuvre dessiné est pornographique.

Œuvres de Mihály Zichy
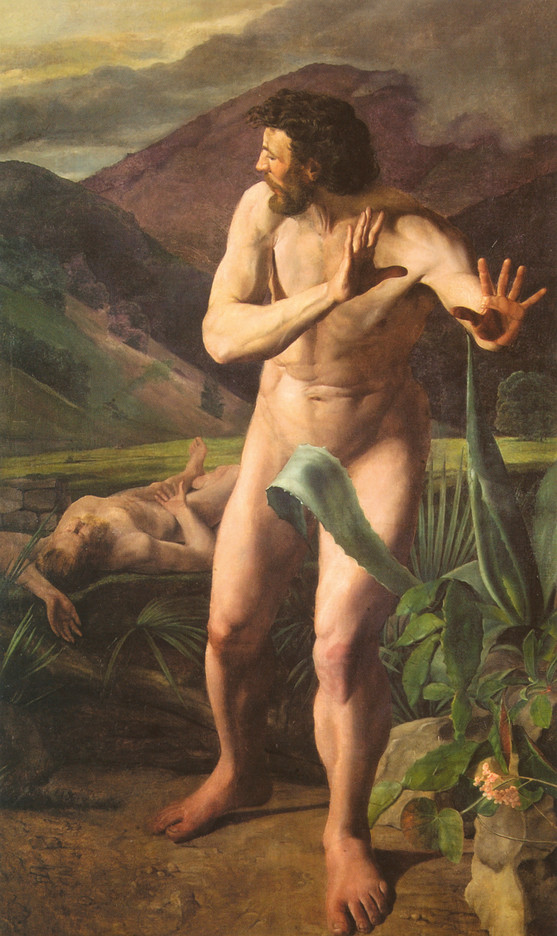
Caïn tuant Abel (vers 1845), Zala, musée Zichy.
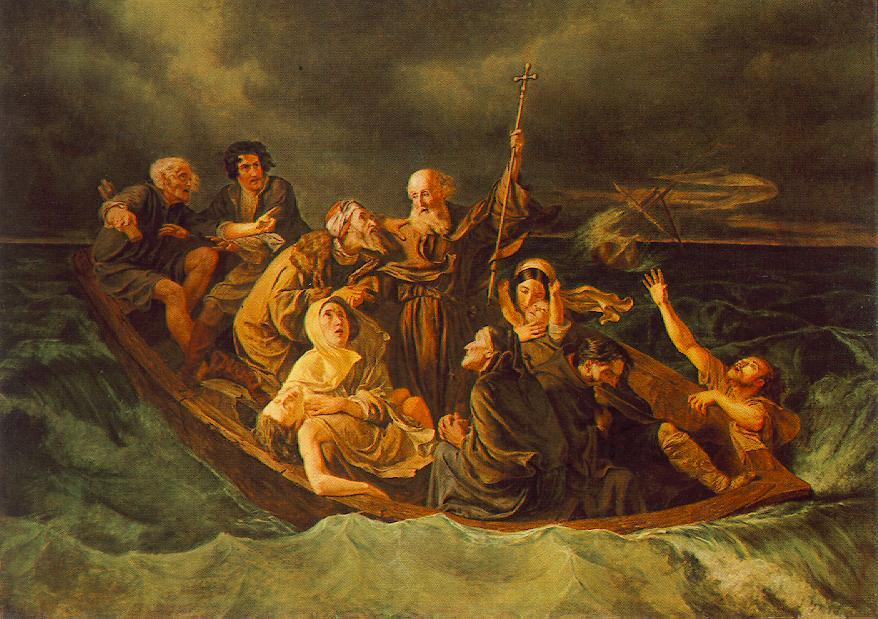
Radeau (1847), Budapest, Galerie nationale hongroise.
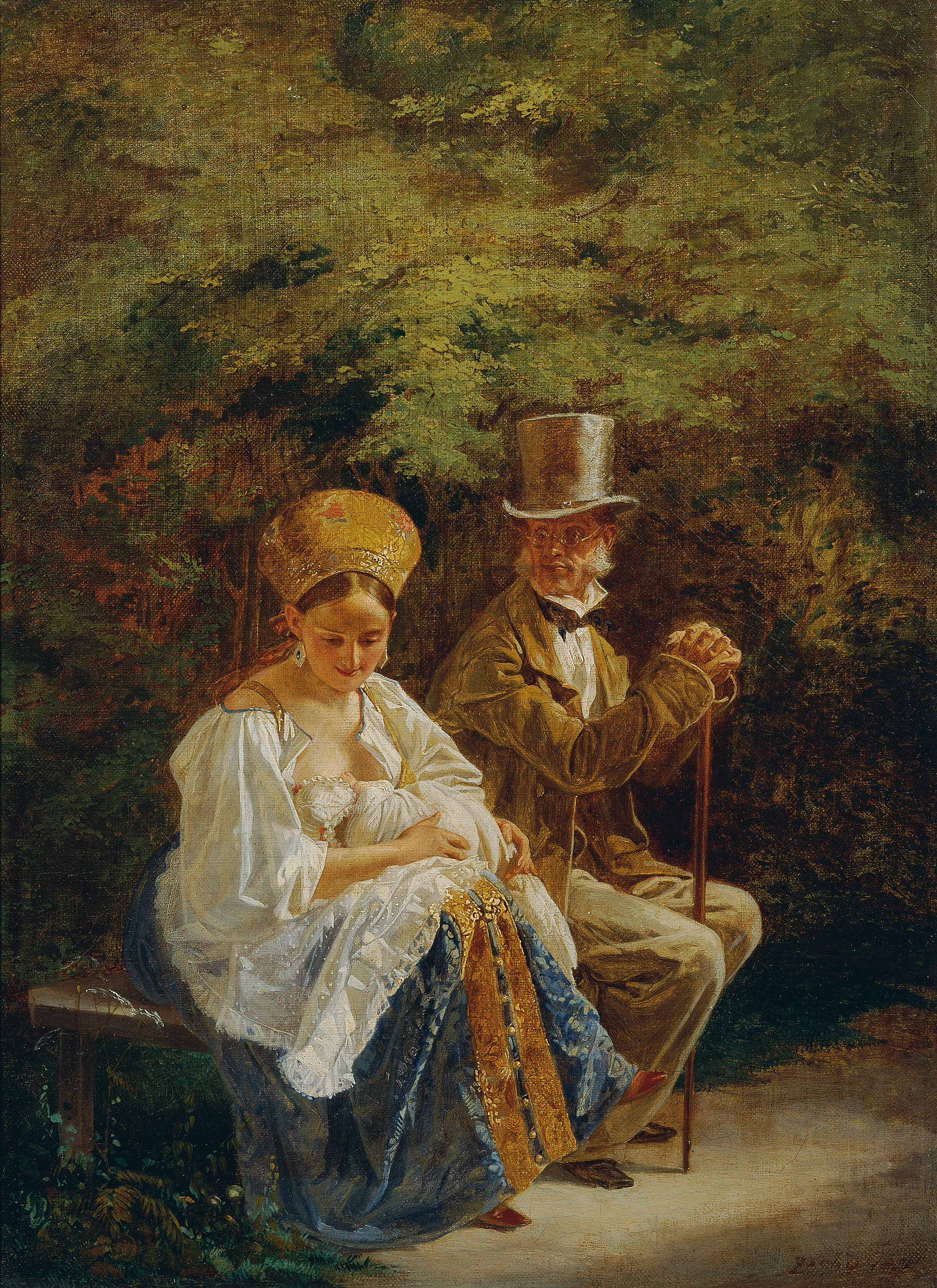
Un vieux célibataire (1847-1850), Vienne, palais du Belvédère.
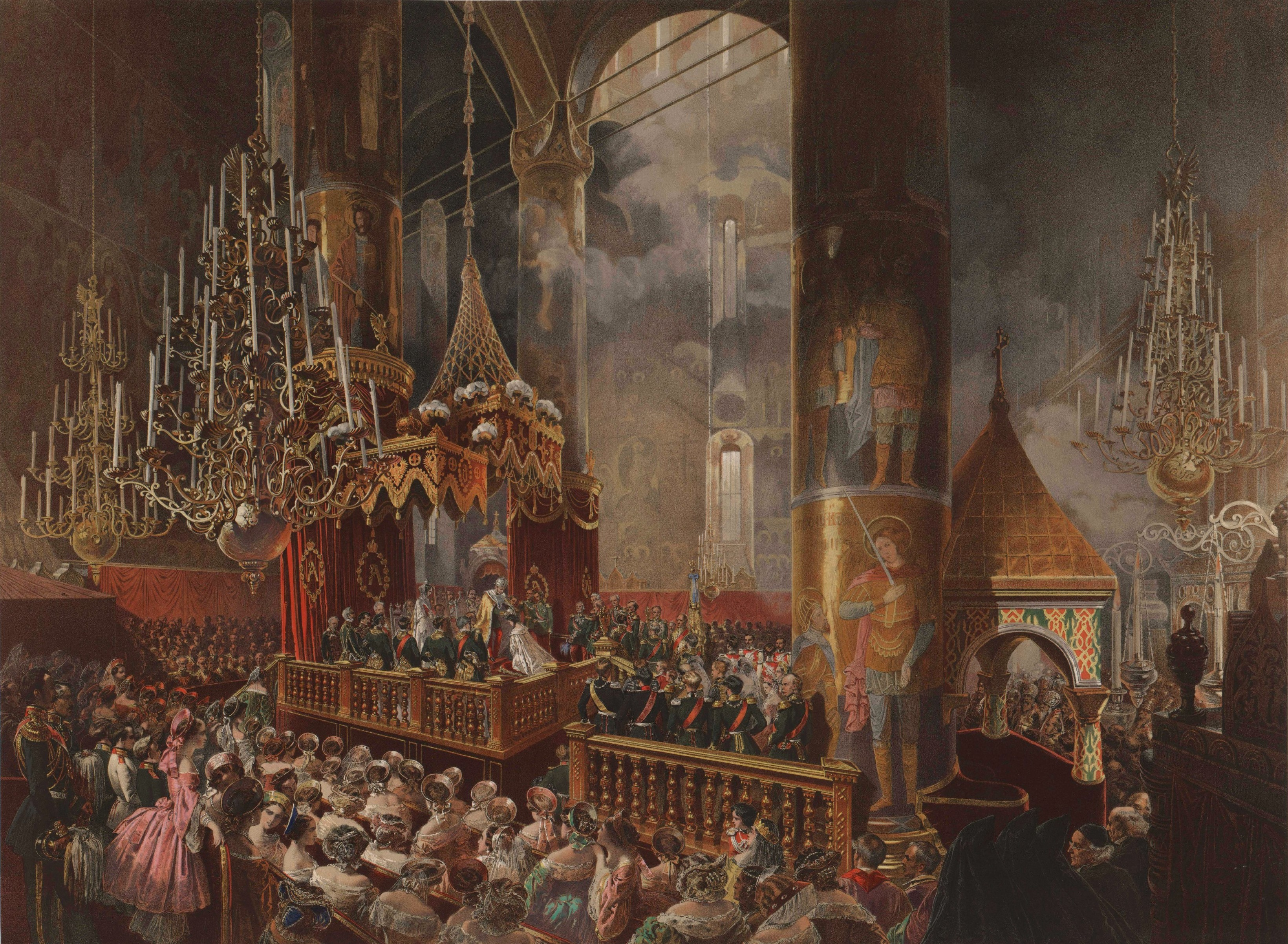
Le Couronnement d'Alexandre II (1857), Saint-Pétersbourg, musée de l'Ermitage.
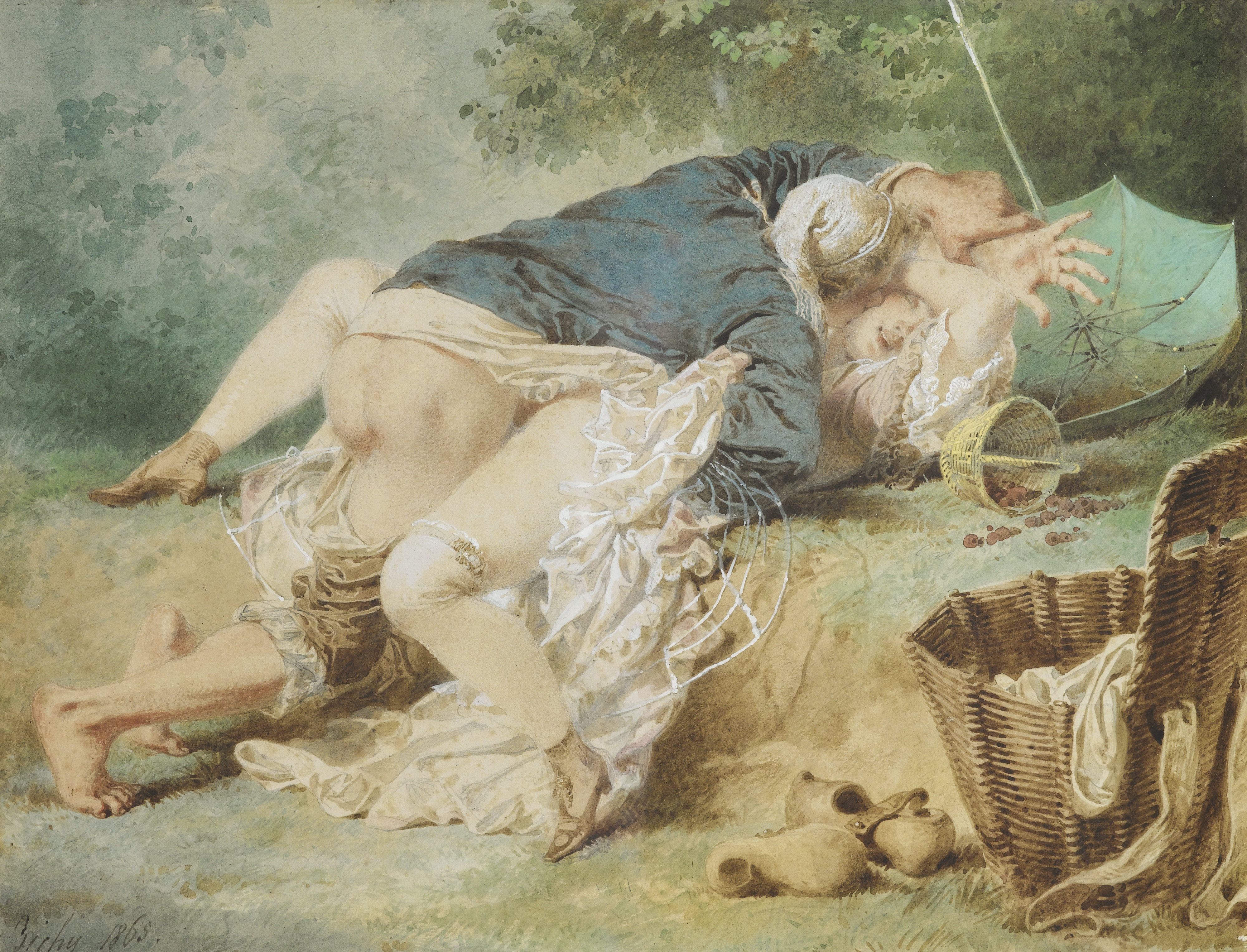
Amants dans un parc (1865), aquarelle, localisation inconnue.
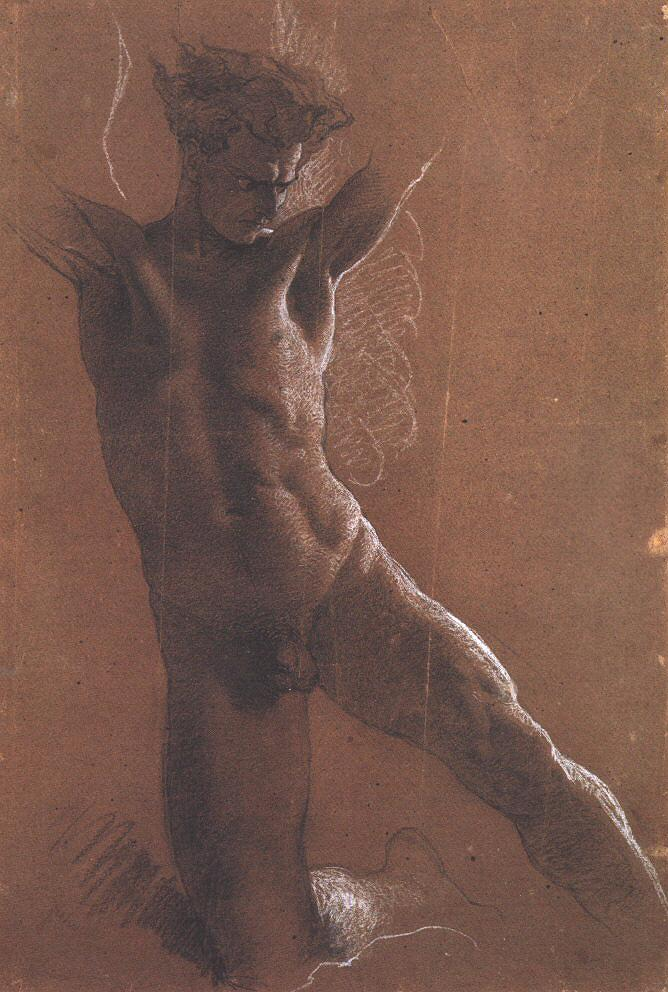
Étude de démon (1878), Budapest, Galerie nationale hongroise.
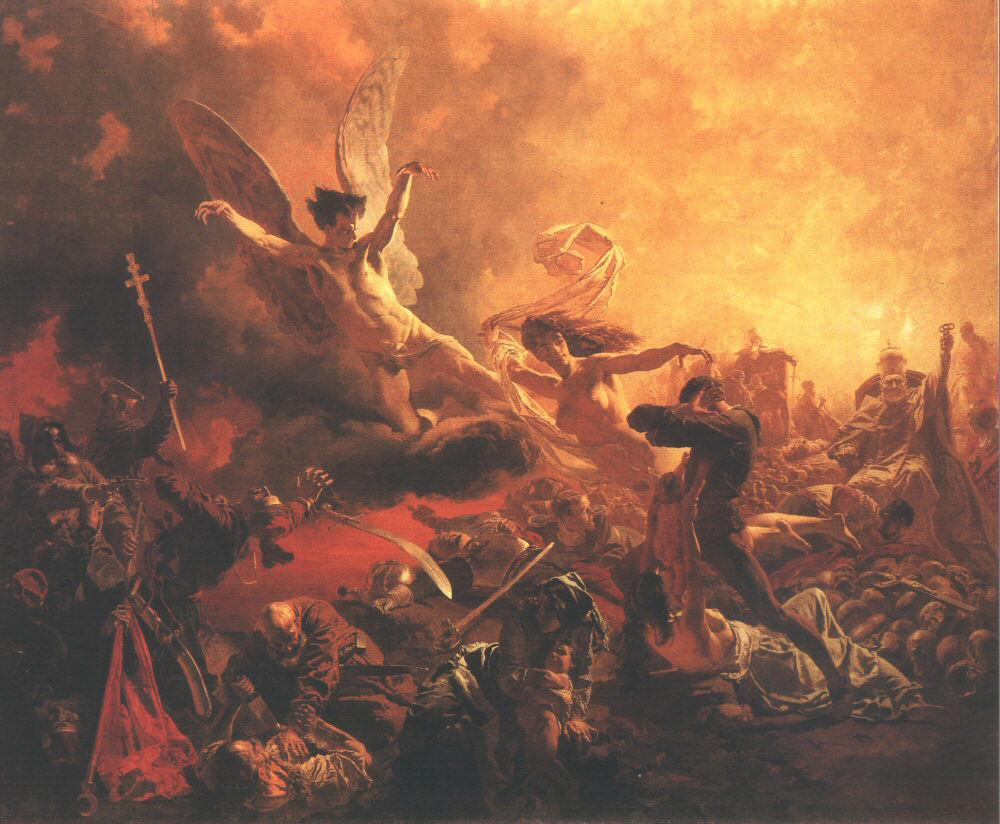
Le Triomphe du Génie de la Destruction (1878), Budapest, Galerie nationale hongroise.
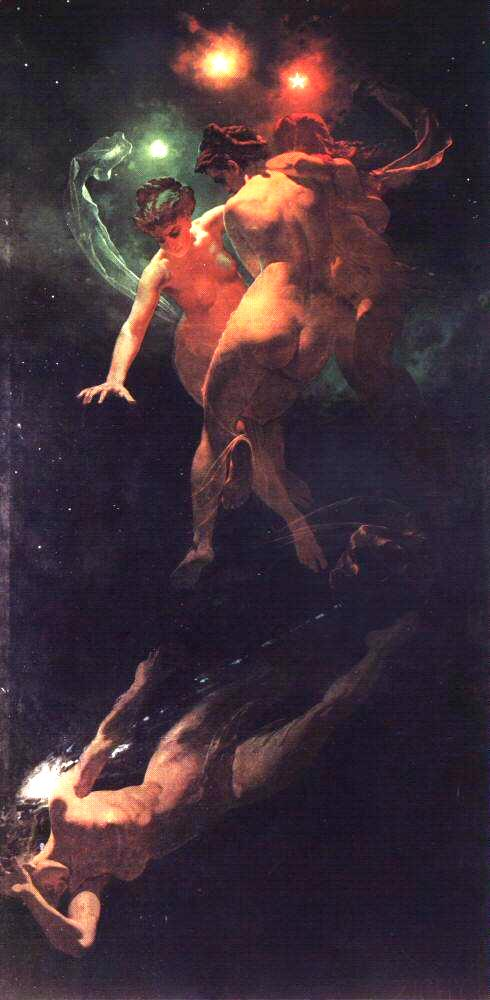
La Chute des étoiles (1879), Zala, musée Zichy.
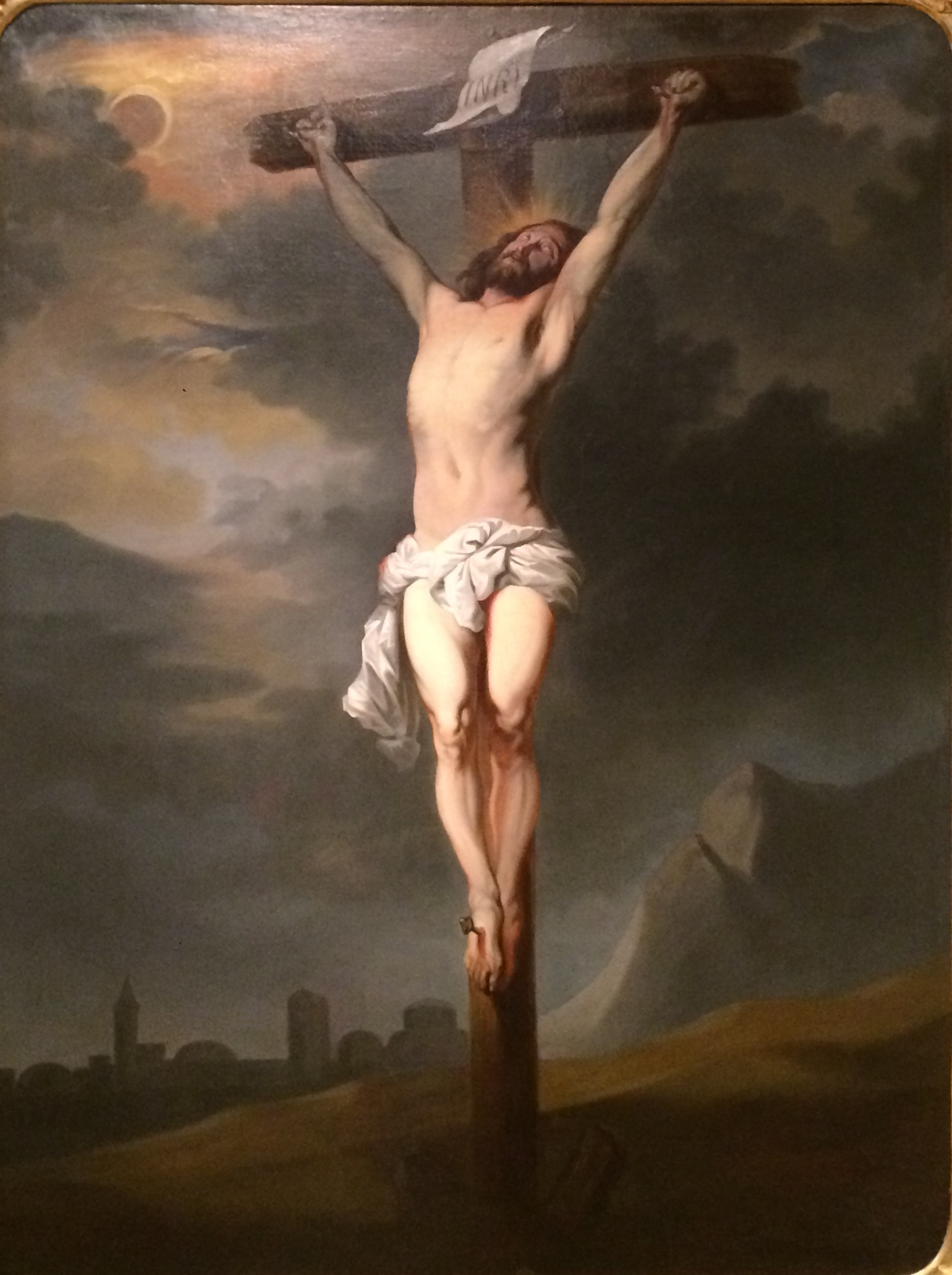
Le Christ sur la croix (années 1880), Budapest, palais de Budavár.
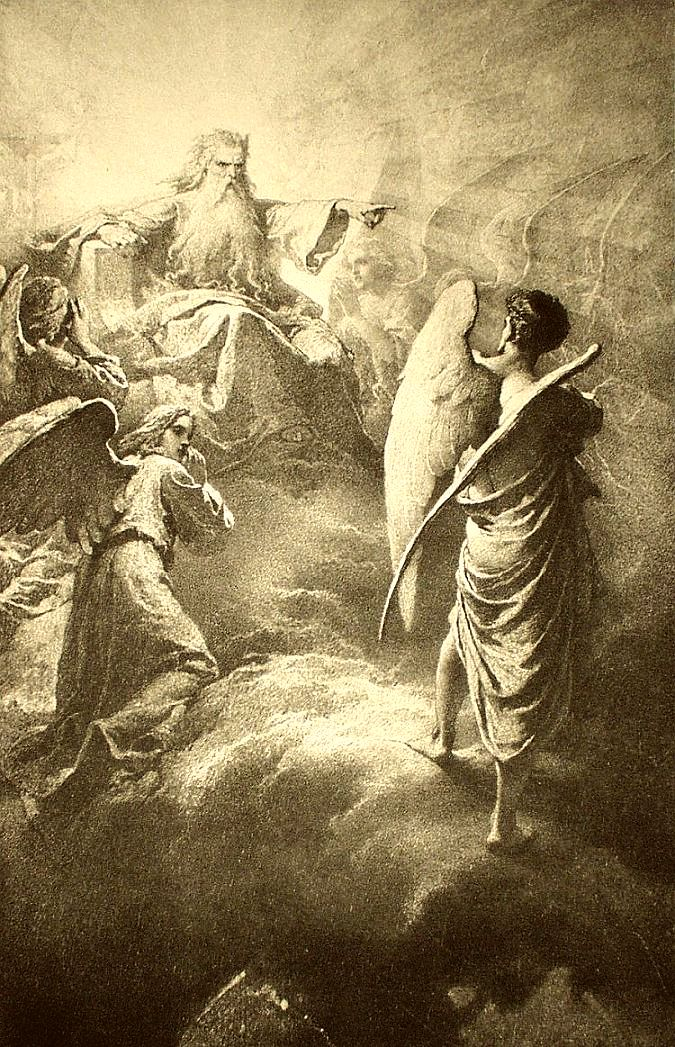
Illustration de Lucifer pour La Tragédie de l'homme d'Imre Madách (1887).
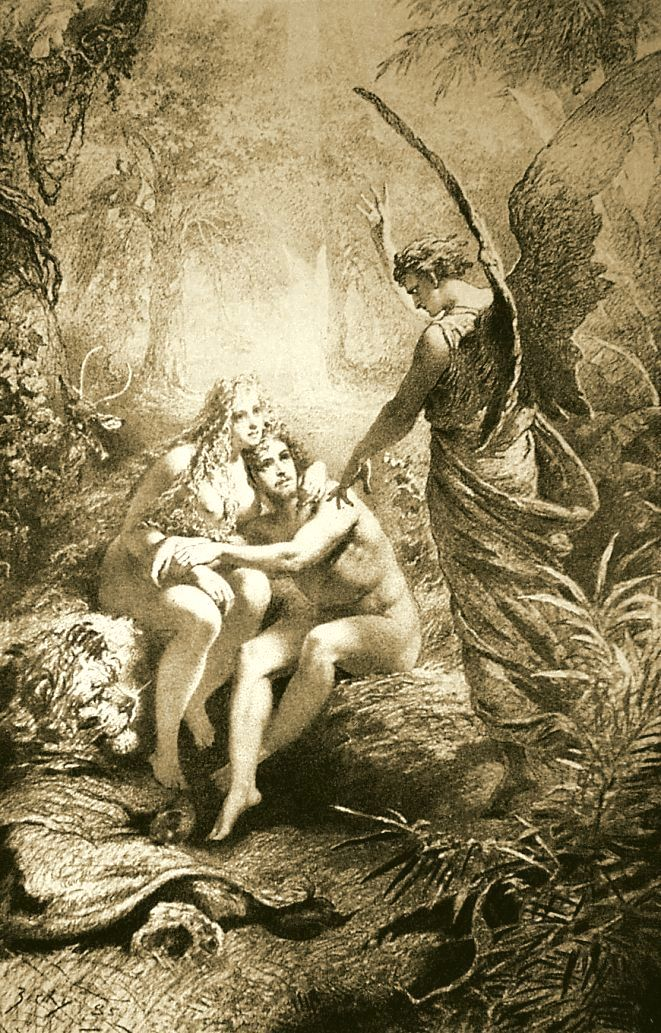
Illustration d'Adam et Ève pour La Tragédie de l'homme d'Imre Madách (1887).
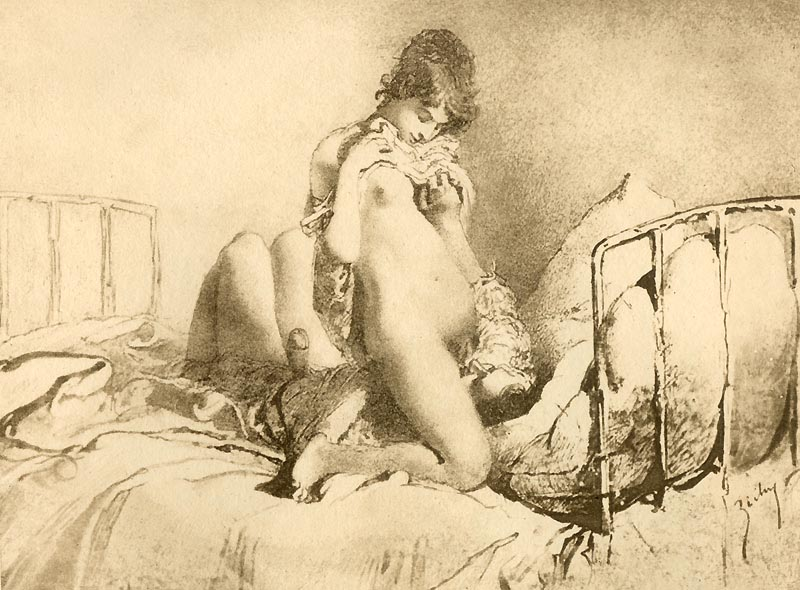
Illustration pornographique, encre, localisation inconnue.